# Sergio Gori
Sergio Gori, conhecido como Bobo (Milão, 24 de fevereiro de 1946 – Sesto San Giovanni, 4 de abril de 2023)  foi um futebolista italiano que atuava como atacante.
Ele é um dos cinco futebolistas italianos (junto com Giovanni Ferrari, Attilio Lombardo, Pietro Fanna e Aldo Serena) a ter vencido o campeonato italiano com três times diferentes: no caso dele com Inter de Milão, Cagliari e Juventus.

## Carreira

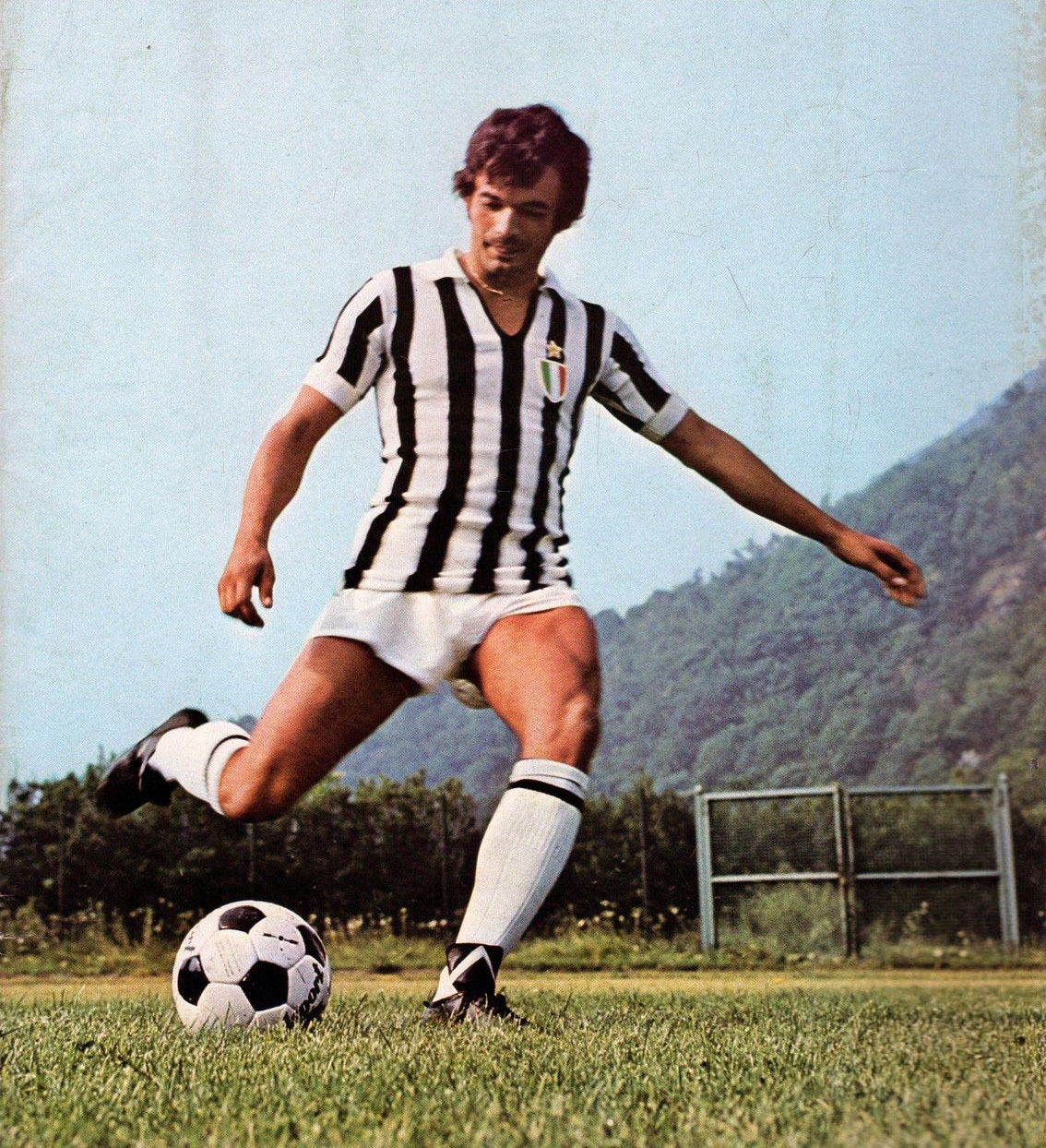
Gori pela, em 1975.

Ele começou a sua carreira na Grande Inter da década de 1960, fazendo apenas 10 jogos entre 1964 e 1966. Naquele ano, ele foi enviado para ganhar experiência no Lanerossi Vicenza, como parte do negócio que trouxe o artilheiro do campeonato anterior, Luís Vinício, ao Nerazzurri.
Nas duas temporadas no vermelho e branco, Gori marcou 16 gols (8 por temporada, em ambas as ocasiões, ele foi o artilheiro da equipe) em 56 jogos da Serie A, contribuindo para a salvação da equipe. Ele retornou ao Inter de Milão em 1968 e disputou apenas 14 jogos antes de ser incluído, juntamente com Angelo Domenghini, na troca com o Cagliria que mandou o atacante, Roberto Boninsegna.
Após os dois campeonatos ganhos com a Inter de Milão como reserva, Gori ganhou mais um título da Serie A com o Cagliari na temporada 1969-1970 mas dessa vez como protagonista. Ele formou uma grande dupla de ataque com Gigi Riva. 
Esse título o levou a Seleção Italiana e ele fez sua estréia durante a Copa do Mundo de 1970 no México, no jogo contra os anfitriões nas quartas de final, assumindo o lugar de seu companheiro de equipe, Domenghini.
Gori foi o artilheiro do Cagliari na temporada 1974-1975 e naquele ano ele se transferiu para a Juventus. Ele jogou regularmente na primeira temporada mas na segunda temporada ele jogou apenas sete jogos, apesar disso, ele ganhou o quarto título da liga em três equipes diferentes.
Gori ainda jogou pelo Hellas Verona e encerrou a carreira no Sant'Angelo em 1979.
Após o fim da carreira, o Cagliari inseriu-o no seu Hall da Fama.

## Morte
Gori morreu no dia 5 de abril de 2023, aos 77 anos de idade, em Sesto San Giovanni, Itália.

## Títulos
Inter de Milão
- Serie A: 1964-1965, 1965-1966
- Copa Intercontinental: 1964, 1965
- Liga dos Campeões da UEFA: 1964-1965

Cagliari
- Serie A: 1969-1970

Juventus
- Serie A: 1976-1977

- Liga Europa da UEFA: 1976-1977